# Montgueux
Montgueux és un municipi francès situat al departament de l'Aube i a la regió del Gran Est. L'any 2007 tenia 407 habitants.

## Demografia

### Població
El 2007 la població de fet de Montgueux era de 407 persones. Hi havia 166 famílies de les quals 28 eren unipersonals (8 homes vivint sols i 20 dones vivint soles), 73 parelles sense fills, 61 parelles amb fills i 4 famílies monoparentals amb fills.
La població ha evolucionat segons el següent gràfic:
Habitants censats

### Habitatges
El 2007 hi havia 176 habitatges, 162 eren l'habitatge principal de la família, 4 eren segones residències i 9 estaven desocupats. 171 eren cases i 3 eren apartaments. Dels 162 habitatges principals, 146 estaven ocupats pels seus propietaris, 12 estaven llogats i ocupats pels llogaters i 4 estaven cedits a títol gratuït; 4 tenien dues cambres, 15 en tenien tres, 30 en tenien quatre i 112 en tenien cinc o més. 133 habitatges disposaven pel capbaix d'una plaça de pàrquing. A 58 habitatges hi havia un automòbil i a 99 n'hi havia dos o més.

### Piràmide de població
La piràmide de població per edats i sexe el 2009 era:
| Homes | Edats   | Dones |
| ----- | ------- | ----- |
| 0     | 95 o +  | 0     |
| 0     | 90 a 94 | 0     |
| 4     | 85 a 89 | 0     |
| 0     | 80 a 84 | 4     |
| 4     | 75 a 79 | 0     |
| 0     | 70 a 74 | 4     |
| 12    | 65 a 69 | 8     |
| 20    | 60 a 64 | 12    |
| 16    | 55 a 59 | 24    |
| 12    | 50 a 54 | 24    |
| 20    | 45 a 49 | 16    |
| 12    | 40 a 44 | 16    |
| 24    | 35 a 39 | 4     |
| 4     | 30 a 34 | 12    |
| 12    | 25 a 29 | 12    |
| 8     | 20 a 24 | 4     |
| 12    | 15 a 19 | 8     |
| 16    | 10 a 14 | 8     |
| 8     | 5 a 9   | 20    |
| 8     | 0 a 4   | 4     |

## Economia
El 2007 la població en edat de treballar era de 271 persones, 198 eren actives i 73 eren inactives. De les 198 persones actives 191 estaven ocupades (97 homes i 94 dones) i 7 estaven aturades (3 homes i 4 dones). De les 73 persones inactives 29 estaven jubilades, 26 estaven estudiant i 18 estaven classificades com a «altres inactius».

### Ingressos
El 2009 a Montgueux hi havia 159 unitats fiscals que integraven 420 persones, la mediana anual d'ingressos fiscals per persona era de 25.503 €.

### Activitats econòmiques
Dels 17 establiments que hi havia el 2007, 1 era d'una empresa extractiva, 2 d'empreses alimentàries, 1 d'una empresa de fabricació de material elèctric, 4 d'empreses de construcció, 3 d'empreses de comerç i reparació d'automòbils, 1 d'una empresa de transport, 1 d'una empresa d'informació i comunicació, 2 d'empreses immobiliàries, 1 d'una empresa de serveis i 1 d'una entitat de l'administració pública.
Dels 3 establiments de servei als particulars que hi havia el 2009, 1 era una fusteria, 1 electricista i 1 empresa de construcció.
L'any 2000 a Montgueux hi havia 54 explotacions agrícoles que ocupaven un total de 1.040 hectàrees.

## Equipaments sanitaris i escolars
El 2009 hi havia una escola elemental integrada dins d'un grup escolar amb les comunes properes formant una escola dispersa.

## Poblacions més properes
El següent diagrama mostra les poblacions més properes.